# 잉글리시 브렉퍼스트 티

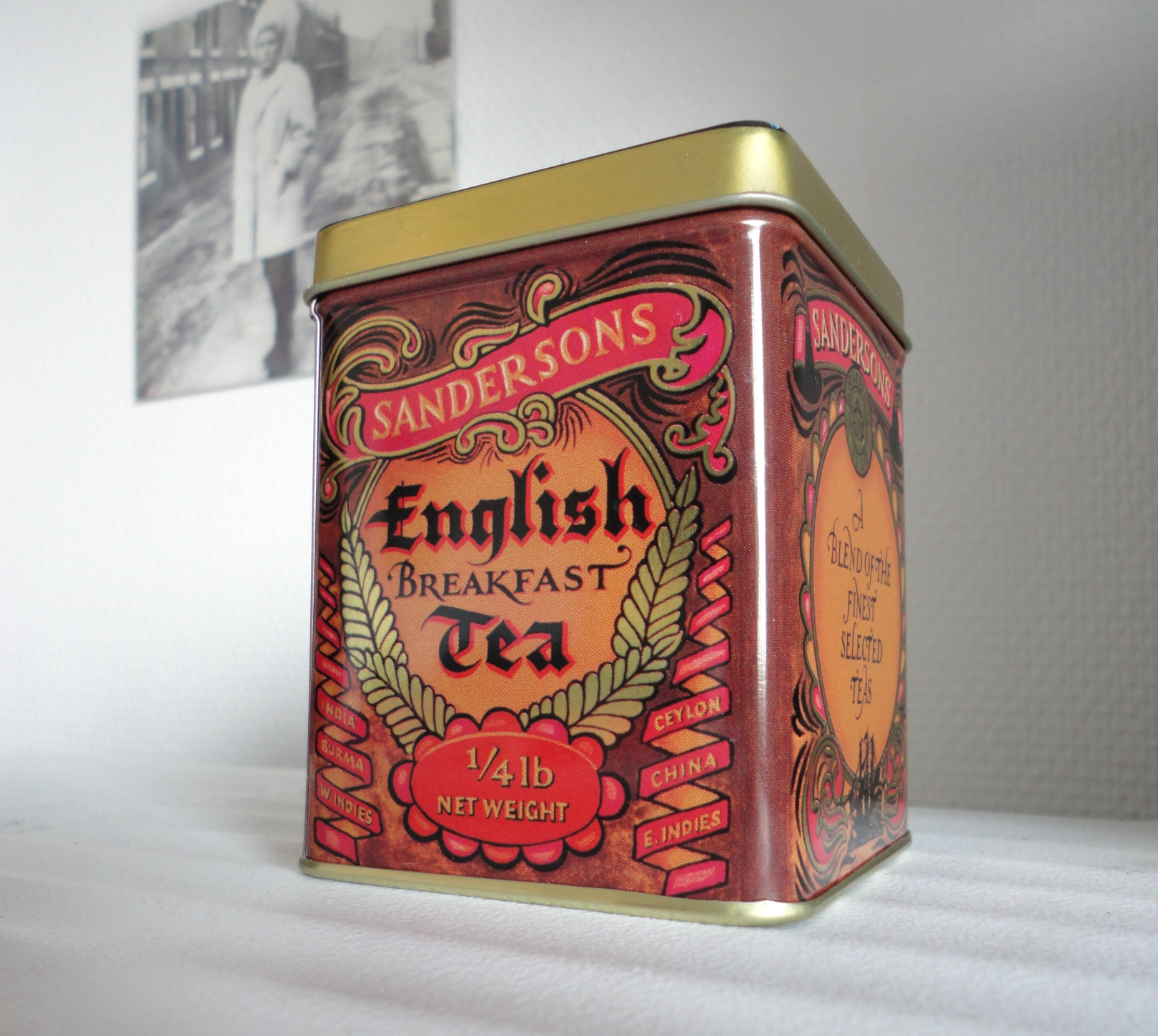
잉글리시 브렉퍼스트

잉글리시 브렉퍼스트 티(영어: English breakfast tea)는 보통 진한 향과 맛을 가지며 우유와 설탕을 첨가해 마시기 좋은 홍차 블렌드의 한 종류이다. 잉글랜드의 전통적인 아침식사인 잉글리시 브렉퍼스트의 격식과 관련이 있다. 주로 아침에 마신다.
잉글리시 브렉퍼스트티는 일반적으로 아삼이나 실론, 케냐 또는 기문 홍찻잎으로 만들어지는데, 단일 종류의 홍찻잎만 사용하는 경우도 있고, 여러 종류의 홍찻잎을 혼합(블렌드)하여 만드는 경우도 있다. 트와이닝스, 브루티코,  포트넘 앤 메이슨, 테일러스 오브 헤러게이트, 딜마, 립톤 등 대부분의 홍차 제조사에서 잉글리시 브렉퍼스트티를 제조, 판매한다.

## 같이 보기
- 풀 브렉퍼스트